# Schmida (Gemeinde Hausleiten)
Schmida  ist ein Dorf im Tullnerfeld an der Donau in Niederösterreich, und seit 1971 als Ortschaft und Katastralgemeinde der Marktgemeinde Hausleiten im Bezirk Korneuburg eingegliedert. Die Ortschaft hat 217 Einwohner (1. Jänner 2024).

## Geographie
Schmida hat etwa 90 Gebäude. Das Dorf liegt direkt nördlich der Donauauen, am Europaschutzgebiet Tullnerfelder Donau-Auen (FFH). Zur Ortschaft gehört auch das Schloss Schmida.

## Geschichte
Bereits im Jahre 876 bestätigte Karlmann die von seinem Vater Ludwig dem Deutschen an das Stift Kremsmünster getätigten Schenkungen bei „Smidaha“. Um 1000 kommt der Ort in den Besitz des Bistums Passau und somit zu St. Agatha in Hausleiten, wird aber später dem Landesfürsten übereignet, der die Herren von Schmida und die – in diesem Gebiet häufig anzutreffenden – Dossen mit Schmida belehnt. 1327 kommt die Burg („das haus ze Smida“) zum ersten Mal in den Urkunden vor. Die Burgkapelle, die dem Heiligen Nikolaus von Myra geweiht ist, wird bereits 1313 genannt.
Die Freiherren von Prüschenk (die 1499 in den Reichsgrafenstand zu Hardegg und im Marchlande erhoben wurden) erwarben am 9. Juli 1483 von Kaiser Friedrich III. die Herrschaften Schmida und Unterparschenbrunn. Seither ist Schmida bzw. das Schloss Hardeggscher Besitz. 1485 wurde das Dorf von den Ungarn erobert, 1529 von den Türken mitsamt dem Schloss und niedergebrannt. Dabei wurde auch die Nikolauskapelle ein Raub der Flammen und erst 200 Jahre später (1726) wieder aufgebaut. Aus einem Bericht geht hervor, dass sich 1544 der Pfarrer aus Hausleiten über den Abriss der Nikolaikapelle samt dem Sakramentshäuschen im Schloss beklagte, da ihm doch dadurch wesentliche Einnahmen verloren gegangen seien. Das sich heute präsentierende barockisierte Renaissanceschloss wurde ab 1548 errichtet und ab 1709 durch Jakob Prandtauer und Johann Jakob Castelli im Barockstil umgebaut.
Lange vor 1500 war Schmida ein Markt mit dem Recht, zwei Jahrmärkte und Wochenmärkte abzuhalten. Vor dem Schloss war der Anger, der auch Tanzplatz war. Auch ein Pranger stand dort, der Markt Schmida war eingezäunt und hatte versperrbare Tore. Geistliches Leben regte sich bereits früh in Schmida. Der Verwalter des Schlosses erlaubte 1773 den Schmidauern, ein Gestell für ihre Betglocke, die von Katharina Gussenbauer geschenkt wurde, beim Haus Nr. 16 zu errichten. Im Jahre 1793 wurde über die Hl. Dreifaltigkeit (Pestsäule) eine Holzkapelle errichtet. In dieser Kapelle wurden 117 Jahre lang die Betstunden und Hl. Messen gefeiert. Diese Kapelle wurde 1912 abgerissen.
Nach der Grundentlastung von 1850 wurde Schmida mit Goldgeben und Oberzögersdorf Teil der Gemeinde Hausleiten. Am 29. Juni 1904 beschloss man, zur Erbauung einer gemauerten Kapelle einen Verein zu gründen. In den Verein wurden 68 Mitglieder aufgenommen, die wöchentlich 4 Heller in die Vereinskasse einzahlten. Der Gastwirt Heinrich Weinlinger wurde zum Obmann, der Oberlehrer Rudolf Kubesch zum Obmannstellvertreter und Schriftführer und Josef Barsch zum Kassier gewählt. In den kommenden Jahren wurden Bälle und Sammlungen zugunsten des Kapellenbaus abgehalten. Die 39 Urhäuser des Ortes spendeten je 1000 Ziegel und die Jagdpacht der Jahre 1909 und 1910 wurde ebenfalls für den Bau eingebracht. Bald war also das notwendige Kapital vorhanden. Die Gräfliche Familie Hardegg stellte einen Bauplatz neben der Pferdeschwemme zur Verfügung und 1908 wurde Architekt Josef Hofbauer (1875–1936) aus Wien mit der Planung und Maurermeister Franz Weidlinger aus Hausleiten mit der Ausführung betraut. Am 2. Oktober 1910 wurde die „Kaiser Franz Joseph Jubiläumskapelle zu Ehren Mariahilf“ mit einem großen Fest eingeweiht.
1920 wurde Schmida eine selbständige Gemeinde. Nach dem Zweiten Weltkrieg besetzten bis 1955 Truppen der Roten Armee der Ort und vor allem das Schloss. Seit 1971 ist der Ort eine Katastralgemeinde der Marktgemeinde Hausleiten. Zur 100-Jahr-Feier am 15. August 2010 wurde die Kapelle aufwendig restauriert.

## Sehenswürdigkeiten
- Dorfkapelle Hl. Familie (1910)[3]
- Schloss Schmida

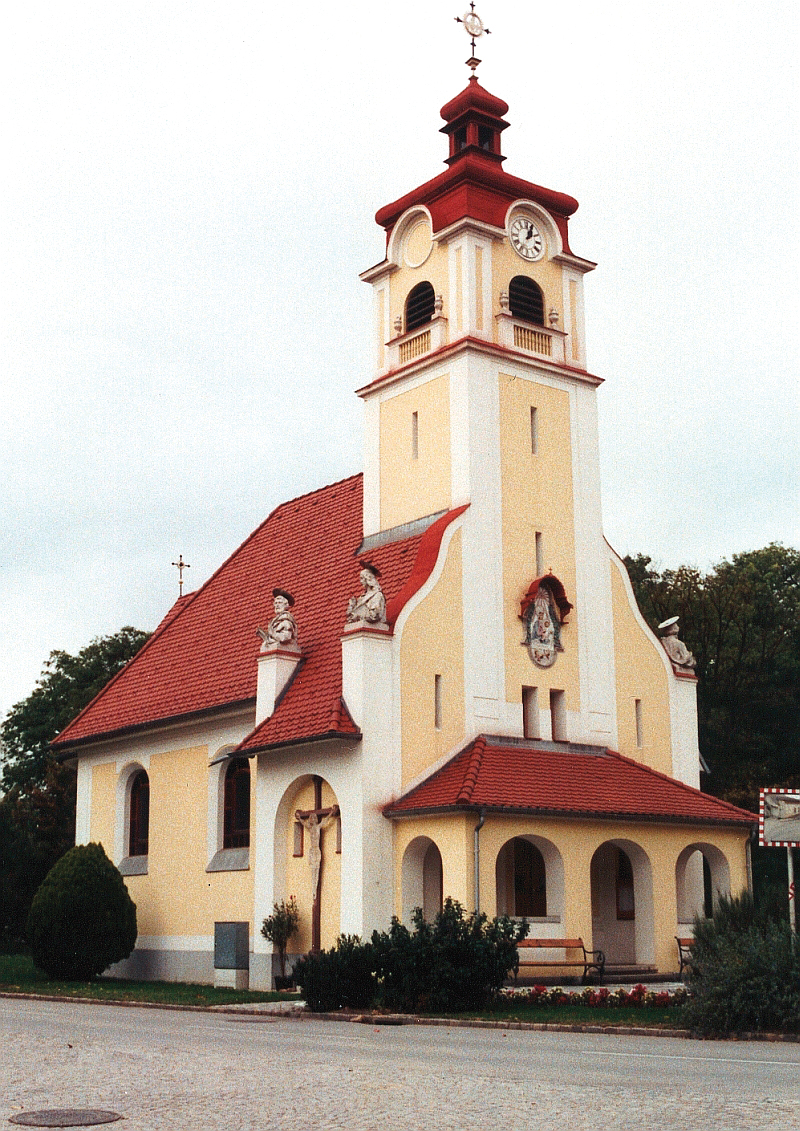
Dorfkapelle Hl. Familie
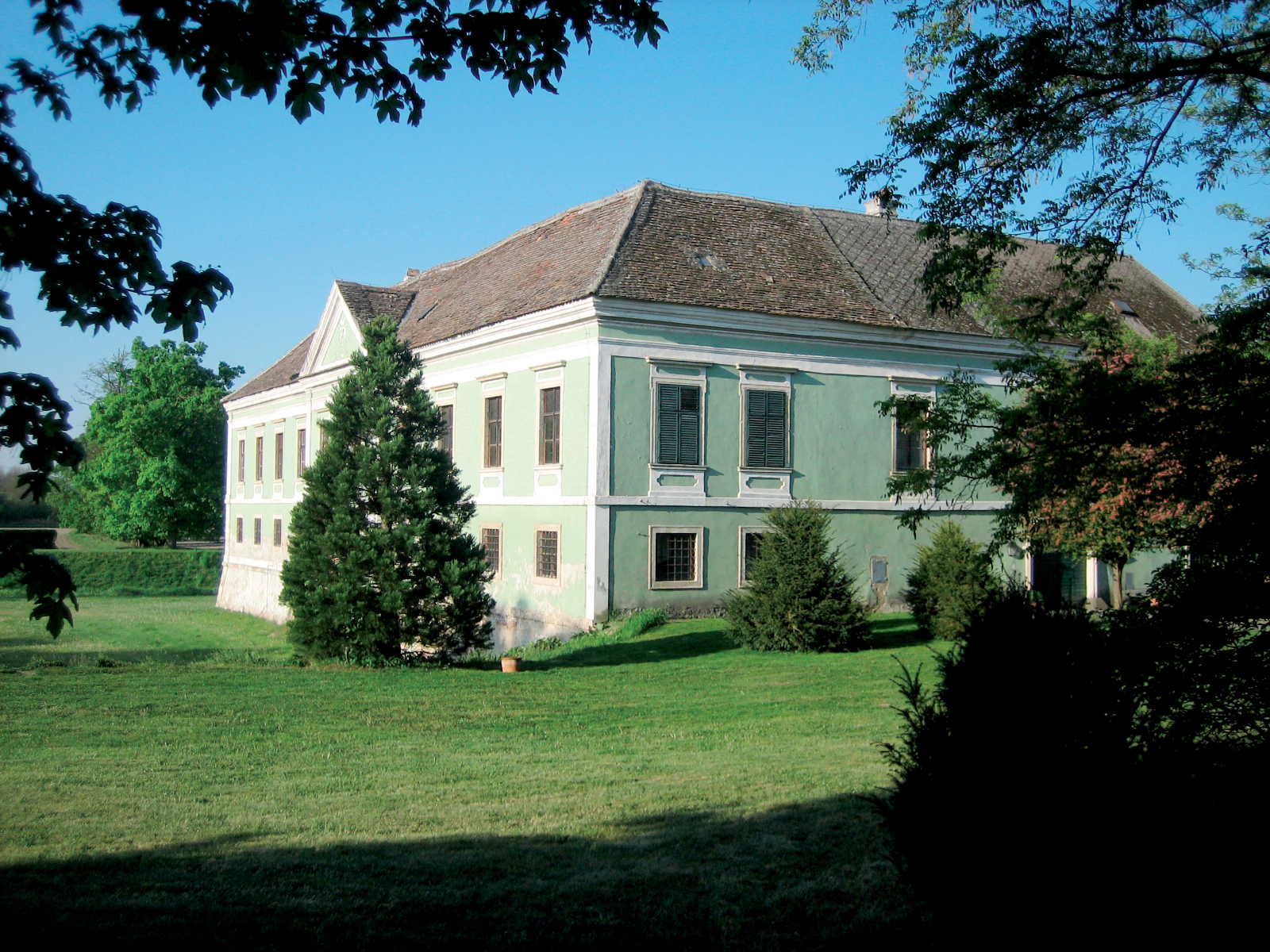
Schloss Schmida

## Die Marktgemeinde Hausleiten
| Pettendorf | Seitzersdorf-Wolfpassing | Zissersdorf |
| Gaisruck   | Hausleiten               | Goldgeben   |
| Perzendorf | Zaina                    | Schmida     |